# Марков, Дмитрий Валерьевич
Дмитрий Валерьевич Марков (бел. Дзмі́трый Ма́ркаў; род. 14 марта 1975, Витебск) — белорусский и австралийский спортсмен-легкоатлет по прыжкам с шестом, чемпион мира, рекордсмен Австралии и Океании.

## Биография
Дмитрий Марков родился в Витебске. В 1994 году был вторым на чемпионате мира среди юниоров. В 1996 году стал чемпионом Европы в помещениях с результатом 5,85.
Участник Олимпиады-1996 в Атланте, где с результатом 5,86 был шестым. 20 февраля 1998 года впервые прыгнул на 6,00 метров. Этот результат и по сей день является рекордом Белоруссии.
Но уже в 1999 году Дмитрий принимает австралийское гражданство и начинает тренироваться под руководством Александра Парнова.
На чемпионате мира в Севилье с результатом 5,90 он становится вторым.
Следующий же чемпионат 2001 года в Эдмонтоне становится поистине «звездным часом» для Дмитрия. Он прыгает на 6,05 и становится чемпионом мира, рекордсменом Австралии и Океании. А кроме того, он становится третьим в ряду шестовиков после Бубки и Тарасова.
Летние Олимпийские игры 2000 года проходят не столь удачно, лишь 5-й результат — 5,80.
На афинской Олимпиаде Дмитрий не проходит квалификационные прыжки. Результата 5,50 явно оказывается не достаточно.
На чемпионате мира в Хельсинки он третий с результатом 5,60.
После Игр Содружества 2006 года, где с результатом 5,60 он становится вторым, Дмитрий объявляет об уходе из спорта. Одной из причин была и хроническая травма ноги. Последним его турниром 2 марта 2007 года был Всемирный Легкоатлетический Тур в Мельбурне.